# Dobrý človek
Dobrý človek è un film del 2013, diretto da Csaba Molnár, con Judit Bárdos.

## Trama
A Komárom/Komárno, la cittadina le cui due parti appartengono rispettivamente all'Ungheria e alla Slovacchia, Varga Árpád è un ex-insegnante della scuola ungherese, dalla quale si è dimesso, e che ora, pur rimpiangendo l'insegnamento, lavora, malvolentieri, in un supermercato. Suo figlio Zoltán, elettricista, dopo un incidente stradale è raccolto e portato a casa propria da Zuzana, una scrittrice slovacca senza successo, apparentemente segnata dalla mancanza del padre, che ha lasciato la famiglia tempo addietro.
Un angelo è venuto a prendere Zoltán, ma gli concede tre giorni di tempo, passati i quali, se non sarà riuscito a rendere felici tre persone, dovrà necessariamente andare nell'aldilà.
Eugen Kiss, un politico locale, ingaggia Zoltán per la propria campagna elettorale incentrata sul supermercato ed in particolare sui pomodori. Zoltán parla con René, un musicista abbandonato dalla band che sogna di partecipare, con musica Emo, al festival musicale di Keflavík, e, vedendolo depresso, innanzitutto gli dice che potrebbe avere fortuna se vedesse una suora in bicicletta, cosa considerata di buon auspicio, poi gli propone – cosa che René accetta con entusiasmo - di cantare ai comizi di Eugen.
Zoltán poi, di sua iniziativa, presenta al supermercato la lettera di dimissioni a nome di suo padre, convinto di fargli un favore ed in realtà mandandolo su tutte le furie; poi, seguendo un indizio, riconosce in "zio" Pišta, musicista ambulante che infastidisce Zuzana con le sue melodie strampalate, nient'altri che il padre perduto della scrittrice. Infine, ad un comizio di Eugen, dei contestatori si infiltrano e scacciano René gettandogli dei pomodori.
Alla fine del terzo giorno l'angelo si ripresenta per portare via Zoltán, ma quest'ultimo lo convince a lasciarlo in vita, in cambio della preparazione, per l'essere divino, che le ama, delle salsicce, nel che Zoltán è molto bravo.
Il giorno seguente Varga, che ha ripreso ad insegnare, esce soddisfatto dalla scuola, e alcuni studenti lo salutano amichevolmente mentre leggono l'ultimo libro di Zuzana, che ha raggiunto il padre Pišta in piazza. René, in compagnia di una giovane emo è in procinto di partire per Keflavík mentre per strada sfila uno stormo di suore in bici.